# Babareilanden
De Babareilanden, bestaande uit Babar, Wetan, Masela, Dai, Dawera en Daweloor, zijn een eilandengroep in de Molukken, gelegen in de Bandazee en maken onderdeel uit van de Kleine Soenda-eilanden.

## Geografie
De eilanden zijn vernoemd naar het grootste eiland Babar, dat 32 km in doorsnede is met een omtrek van zo'n 97 km. De centrale berg is bedekt met subtropisch woud en het hoogste punt is 750 m. Verder zijn er vijf grote rivieren op het eiland.

## Transport
De eilanden zijn enkel per boot over de Bandazee bereikbaar; geen enkel eiland heeft een vliegveld.

## Inwoners
In tegenstelling tot de meeste Indonesiërs is de inheemse bevolking van de Babareilanden van Melanesische oorsprong, met de bijbehorende kenmerkende donkerdere huidskleur, kroeshaar en missen ze de bij andere Oost-Aziatische mensen gangbare amandelogen.

## Religie
De meeste inheemse bewoners van Babar zijn gedoopt in de Moluks Protestantse Kerk (Gereja Protestan Maluku, GPM). De wortels van de GPM zijn in de Nederlandse Hervormde Kerk, die door de Nederlandse kolonisten opgezet is. Hoogstwaarschijnlijk heeft de algehele dorheid van de eilanden en het gebrek aan natuurlijke bronnen ervoor gezorgd dat er geen massale transmigratie van meer bevolkte Indonesische gebieden plaats heeft gevonden.
Er zijn in ieder geval drie andere denominaties met kerkgebouwen in Tepa: een katholieke kerk, een Zevendedagsadventisten kerk, en een Pinkstergemeente. Tevens is er een moskee in Tepa die de kleine moslimgemeenschap bedient. Alle andere steden hebben elk een GPM kerk, wat neerkomt op in totaal 56 kerken in het gehele Babareilanden GPM bisdom ("Klasis GPM Pulau-Pulau Babar"). Hoewel deze wereldgodsdiensten er zijn vertegenwoordigd, is er veel kruisbestuiving met de reeds bestaande animistische overtuigingen en praktijken.

## Cultuur

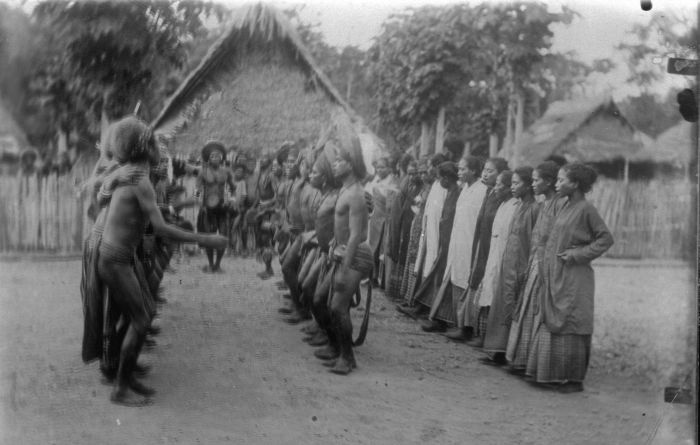
Dansende mannen en vrouwen te Tepa op het eiland Babar

De traditionele dans van Babar is Seka.